# Yvonne Théobald-Paoli
Joséphine Yvonne Théobald-Paoli, née le 10 août 1921 à Solaro et morte le 2 octobre 1993 à Paris 6e, est une femme politique française.
Membre du Parti socialiste, elle siège au Parlement européen de 1981 à 1984. 